# 牟宗三
牟宗三（1909年6月12日—1995年4月12日），字離中，男，山東棲霞人，近代中国哲學家、思想家、教育家，是新儒家學派代表人物。曾獲香港大學名譽博士學位，及台灣行政院文化獎。1995年4月12日下午3時40分，牟宗三因器官衰竭病逝於國立台灣大學醫學院附設醫院。

## 生平
牟宗三於1909年6月12日（清宣統元年，己酉年四月廿五日）生於山東省棲霞縣牟家疃。牟氏9歲入私塾讀書，11歲入新制小學，15歲入棲霞縣立中學。1928年，考入北京大學預科，兩年後升哲學系，1933年畢業。大學時代先後受學於張申府、金岳霖，受熊十力影響最大，受其《新唯識論》義理之震撼，並維持幾十年的師生情誼。:年譜頁2
北大哲學系畢業後，牟氏先後任教於山東壽張縣鄉村師範、廣州學海書院、山東鄒平村治學院、廣西梧州中學、南寧中學、華西大學、中央大學、金陵大學、浙江大學，以講授邏輯與西方文化為主。三十年代，曾主編《歷史與文化》、《再生》雜誌等。1949年，牟氏到台灣國立臺灣師範大學與東海大學任教。1954年受聘為台灣教育部學術審議委員。
1960年應聘至香港大學主講中國哲學。1968年，由香港大學轉任香港中文大學新亞書院哲學系主任。1973年協助創辦新亞中學。1974年自香港中文大學退休，任教新亞研究所。其後又任教國立臺灣大學、國立臺灣師範大學、東海大學、國立中央大學。
1995年4月12日15時40分，牟氏因器官衰竭逝於國立台灣大學醫學院附設醫院，享壽86歲。:年譜頁95 後與夫人趙惠元合葬於新北市新店區竹林路長樂景觀墓園。

## 政治思想
對共產國際和共產黨有嚴厲的批判，說“我們最重要的事是握住它的心理的與思想的本質而把它的罪惡性揭露出來，呈現於世人面前。“（見牟學網，共產國際與中共批判。http://www.moophilo.com （页面存档备份，存于））

## 學術
牟宗三的思想受熊十力的影響很大，他不僅繼承而且發展了熊十力的哲學思想。牟氏較多地著力於哲學理論方面的專研，謀求儒家哲學與康德哲學的融通，並力圖重建儒家的「道德的形上學」。代表作包括：《心體與性體》《才性與玄理》《中國哲學十九講》《中西哲學之匯通》《現象與物自身》《佛性與般若》等。
牟氏曾獨力翻譯康德的《三大批判》，融合康德哲學與孔、孟、陸、王的心學，以中國哲學與康德哲學互相詮解。也曾參與編寫雜誌，主編《再生》、創辦《歷史與文化》、編輯《理想歷史文化》。作為新儒家代表人物，牟氏認為當代新儒學的任務為「道統之肯定，即肯定道德宗教之價值，護住孔孟所開闢之人生宇宙之本源。」以「反省中華民族的文化生命，以重開中國哲學的途徑。」為己任。 他的著作，都是針對時代或學術問題，而提供一解決之道。
|              | 首先，我們要表明儒家的義理與智慧具有「常道」的性格。儒家，從古至今，發展了幾千年，它代表一個「常道」——恆常不變的道理。中國人常說「常道」，它有兩層意義：一是恒常不變，這是縱貫地講它的不變性；一是普遍於每一個人都能夠適應的，這是橫地、廣擴地講它的普遍性，即說明這個道理是普遍於全人類的。「常道」沒有什麼特別的顏色，就如同我們平常說的「家常便飯」；它不是一個特殊的理論、學說，儒家的學問不可視為一套學說、一套理論，也不是時下一般人所說的某某主義、某某「ism」，這些都是西方人喜歡用的方式。凡是理論、學說，都是相對地就著某一特點而說話；局限於某一特點，就不能成為恒常不變的、普遍的道理。儒家的學問更不可視為教條（dogma），西方的宗教有這種教條主義的傾向，可是儒家的「家常便飯」絕不可視為獨斷的教條。又有一些人講孔子，常為了顯示孔子的偉大，而稱孔子是個偉大的教育家、政治家、外交家、哲學家、科學家、……，把所有的「家」都堆在孔夫子身上。依這種方式來了解孔子，了解聖人，是拿鬥富的心理來了解聖人。表面上看來。似乎是推尊孔子，實際上是糟蹋孔子。事實上，沒有一個人能成為那麼多的專家。凡是拿這種心理來了解孔子，都是不善於體會聖人的生命，不能體會聖人之所以聖人的道理安在。 |
| ——:新版序1-2 | |

牟氏的學術研究範圍包括：
- 邏輯學
- 康德哲學
- 宋明理學
- 魏晉玄學
- 佛學

## 榮譽
- 1983年，獲授中華民國政府頒發行政院文化獎。[4]
- 1987年，獲香港大學頒授名譽文學博士。[3]

## 評價
- 牟宗三治喪委員會的評價：“綜觀先生一生，無論講學論道，著書抒義，莫不念念以光暢中國哲學之傳統、昭蘇民族文化之生命為宗趣。其學思之精敏，慧識之弘卓，與夫文化意識之綿穆強烈，較之時流之內失宗主而博雜歧出者，敻乎尚矣。”[9]

## 著作概覽
- 《周易的自然哲學與道德涵義》
- 《邏輯典範》
- 《認識心之批判》
- 《理則學》
- 外王三書：《道德的理想主義》
- 外王三書：《歷史哲學》
- 外王三書：《政道與治道》（儒學本體論、黃顧王氣學）
- 《中國哲學的特質》
- 《名家與荀子》
- 《生命的學問》
- 《五十自述》
- 《時代與感受》
- 《中國文化的省察》
- 儒學本體論、周張性學、程朱理學：《心體與性體》
- 儒學本體論、陸王心學：《從陸象山到劉蕺山》
- 道學本體論：《才性與玄理》
- 釋學本體論：《佛性與般若》
- 《智的直覺與中國哲學》
- 《現象與物自身》
- 《圓善論》
- 《名理論》
- 《康德的道德哲學》
- 譯作：《康德「純粹理性之批判」》
- 譯作：《康德「判斷力之批判」》
- 《中國哲學十九講》
- 《中西哲學之會通十四講》
- 《人文講習錄》
- 《四因說演講錄》
- 《周易哲學演講錄》

## 弟子
- 蔡仁厚
- 戴璉璋
- 陳癸淼
- 王邦雄
- 曾昭旭
- 盧雪崑
- 鄺錦倫
- 謝仲明
- 關永中
- 韋政通
- 何淑靜
- 蔡美麗
- 趙潛
- 朱建民
- 范良光
- 王財貴
- 李天命
- 冼景炬
- 楊祖漢
- 李瑞全
- 蕭振邦
- 袁保新
- 顏國明
- 鄧立光
- 林月惠
- 李明輝
- 莊耀郎
- 劉錦賢
- 高柏園
- 謝大寧
- 林安梧
- 樊克偉
- 吳甿
- 鄭志明
- 霍韜晦
- 陳特
- 王淮
- 唐亦男
- 郭漢揚
- 劉述先
- 黃子程
- 陶國璋
- 岑逸飛
- 賴光朋（自稱最後入室弟子）
- 李祖原
- 信廣來
- 周國良
- 陸離（陸慶珍）

## 外部連結

### 文章
- 余英時：〈追憶牟宗三先生 （页面存档备份，存于）〉。
- 劉述先：〈牟宗三先生在當代中國哲學上的貢獻 （页面存档备份，存于）〉。
- 李明辉：〈牟宗三与“生命的学问” （页面存档备份，存于）〉。
- 李明輝：〈牟宗三哲學中的「物自身」概念 （页面存档备份，存于）〉。
- 李明輝：〈略論牟宗三先生的康德學 （页面存档备份，存于）〉。
- 李明輝：〈牟宗三先生的哲學詮釋中之方法論問題〉 （页面存档备份，存于）（1996年）
- 李明辉：〈牟宗三误解了康德的“道德情感”概念吗？ （页面存档备份，存于）〉。
- 曾國祥：〈牟宗三與儒家民主：一個黑格爾式的再詮釋 （页面存档备份，存于）〉。
- 林維杰：〈牟宗三先生論儒教〉。
- 林維杰：〈牟宗三倫理美學中的人物想像 （页面存档备份，存于）〉。
- 林維杰：〈牟宗三哲學中的理論與實踐 （页面存档备份，存于）〉。
- 黃冠閔：〈牟宗三的感通論：一個概念脈絡的梳理 （页面存档备份，存于）〉。
- 黃冠閔：〈寂寞的獨體與記憶共同體：牟宗三《五十自述》中的生命修辭 （页面存档备份，存于）〉。
- 陳士誠：〈牟宗三先生論道德惡與自由決意 （页面存档备份，存于）〉。
- 陳士誠：〈康德之自由決意與告子之生之謂性－－以牟宗三哲學發展論其對惡問題之理解 （页面存档备份，存于）〉。
- 李瑞全：〈龍溪四無句與儒家之圓教義之證成──兼論牟宗三先生對龍溪評價之發展 （页面存档备份，存于）〉。
- 倪梁康：〈牟宗三與現象學〉 （页面存档备份，存于）（2002年）
- 史偉民：〈道德感情與動機：康德、席勒與牟宗三 （页面存档备份，存于）〉。
- 何乏筆：〈何為「兼體無累」的工夫——論牟宗三與創造性的問題化〉。
- 施益堅：〈中西哲學之會通？論雷奧福對牟宗三的詮釋和批判 （页面存档备份，存于）〉。

### 影片
- 張婉婷編導、陳寶珣旁白、亞洲電視製作：牟宗三老師及新亞研究所訪問專輯（亞洲電視製作） （页面存档备份，存于）（1993年《時事追擊》）
- 鄭宗義：尊理性 ── 牟宗三「生命的學問」 【思托邦第二十一講】 （页面存档备份，存于）（2021年10月27日）